# Daniel Quaye
Daniel Quaye (ur. 25 grudnia 1980 w Akrze) – piłkarz ghański grający na pozycji środkowego obrońcy.

## Kariera klubowa
Quaye pochodzi z Akry, a piłkarską karierę rozpoczął w tamtejszym klubie Great Olympics. Już w 1997 roku w wieku 17 lat zadebiutował w jego barwach w pierwszej lidze Ghany. W 1999 roku przeszedł do lokalnego rywala, jednego z najbardziej utytułowanych klubów kraju, Hearts of Oak. Już w tym samym roku wywalczył swój pierwszy tytuł mistrza Ghany, a także zdobył Puchar Ghany. Rok później powtórzył oba sukcesy, a do tego został zwycięzcą Ligi Mistrzów. W 2001 roku zdobył Superpuchar Afryki, a mistrzostwo kraju zdobywał jeszcze w latach 2001–2002, 2005 i 2007.
Latem 2007 Quaye wyjechał do Chin. Podpisał kontrakt z tamtejszym Chongqing Lifan, z którym do końca roku występował w drugiej lidze. Następnie grał w: Sekondi Eleven Wise, Yanbian FC, Beijing Baxy, Bechem United i Hearts of Oak, a w 2015 przeszedł do Great Olympics.

## Kariera reprezentacyjna
W reprezentacji Ghany Quaye zadebiutował 14 czerwca 2004 roku w zremisowanym 0:0 meczu z Togo. W 2006 roku został powołany przez selekcjonera Ratomira Dujkovicia do kadry na Mistrzostwa Świata w Niemczech. Był tam rezerwowym i nie zagrał w żadnym spotkaniu swojej drużyny.